# Козарац (Гвозд)
Козарац је насељено мјесто у општини Гвозд на Кордуну, Република Хрватска.

## Географија
Козарац се налази 6 km сјевероисточно од Вргинмоста, на надморској висини од 186 m, на путу Ж3152 (Д35 ― Ласиња ― Бовић ― Блатуша ― Д6). Село захвата површину од 9,90 km². Шумом званом Равнице, село је подијељено на Горњи и Доњи Козарац, са засиоцима: Мркшићи, Гргићи, Поповићи, Јеловци, Маринковићи, Гледићи и Ајдиновићи.

## Историја
У Другом свјетском рату, Козарац је дао 4 носиоца „Партизанске споменице 1941.“, 21 лице је погинуло у партизанским јединицама, 64 мјештанина су убијена од стране усташа, 58 је умрло од тифуса, а 5 су жртве рата.
Побијени мјештани су били презимена: Ајдиновић, Алајица, Аралица, Ћорић, Гледић, Ивковић, Јеловац, Копач, Коркут, Красуља, Маринковић, Мраовић, Мркоњић, Мркшић, Станојевић, Старовлах, Вуковић и Зимоња.
Козарац се од распада Југославије до августа 1995. године налазио у Републици Српској Крајини.

## Демографија
Према попису становништва из 2001. године Козарац има 166 становника у 56 домаћинстава. Многи становници српске националности напустили су село током операције „Олуја“ 1995. године.
| Националност       | 1991.        |
| Срби               | 273 (93,81%) |
| Хрвати             | 1 (0,34%)    |
| Југословени        | 1 (0,34%)    |
| остали и непознато | 16 (5,49%)   |
| Укупно             | 291          |

### Аустроугарскипопис 1910.
На попису 1910. године насеље Козарац је имало 471 становника, следећег националног састава:
- укупно: 471
- Срби — 447 (94,90%)
- Хрвати — 24 (5,09%)

## Привреда
Становници се углавном баве ратарством, сточарством и виноградарством.

## Познати становници
- Миле Мркшић